# Chavenage House
Chavenage House, Beverston, Gloucestershire est une maison de campagne datant de la fin du XVIe siècle. La maison est construite en 1576 et est construite en pierre de Cotswold, avec un toit de tuiles en pierre de Cotswold. David Verey et Alan Brooks, dans leur Gloucestershire Pevsner, décrivent la maison comme "le manoir idéal en pierre de Cotswold du XVIe siècle". Chavenage est un bâtiment classé Grade I.

## Histoire
Le domaine de Chavenage est vendu à Edward Stephens d'Eastington dans le Gloucestershire en 1564. Il construit la maison dans le style élisabéthain, ajoutant de grandes fenêtres au sud du porche, une grande partie du verre provenant d'églises et de monastères redondants de la région. À la mort d'Edward, le domaine passe à son fils Richard et, à sa mort, à sa seconde épouse Anne, avant que son fils aîné Nathaniel Stephens n'en hérite .
Pendant la Première révolution anglaise, Nathaniel Stephens lève des troupes et soutient les Têtes-Rondes, et devient plus tard membre du parlement de Cromwell. Cromwell visite Chavenage House et Stephens soutient son projet de régicide, et bien qu'il ne soit pas l'un des signataires de l'arrêt de mort de Charles Ier, il est néanmoins mort de remords peu de temps après. Il est également raconté que le jour de la mort de Nathaniel, son fantôme a été vu quittant la maison dans un carrosse conduit par un cocher sans tête habillé comme le roi malheureux. La maison est réputée pour être l'une des maisons les plus hantées du pays .
En 1801, Henry Wills Stephens hérite de la maison et ajoute la salle de billard ainsi que des boiseries et des sculptures à de nombreuses pièces . La maison appartient à la famille Lowsley-Williams depuis 1891. Ils emploien l'architecte John T. Micklewaite qui ajoute l'aile est qui comprend une salle de bal lambrissée de chêne .
En 1944, la maison est réquisitionnée et abrite les troupes américaines avant le débarquement de Normandie en France .

## La maison
La maison est une maison élisabéthaine et est un bâtiment classé Grade I. Elle est construite à l'origine en 1576 par Edward Stephens. Elle a un plan en forme de E avec un porche au centre du côté est. Elle est construite en moellons avec un toit en ardoise et a deux étages et des greniers . Elle est agrandie au XVIIe siècle puis au XVIIIe siècle par le révérend Richard Stephens, puis à nouveau au début du XXe siècle. Comme ces ajouts sont conformes au style et aux matériaux d'origine, ils apparaissent comme un seul bâtiment cohérent et les nouvelles zones ne sont pas évidentes. David Verey et Alan Brooks, dans leur premier volume du Pevsner Architectural Guide to the county, décrivent Chavenage comme « le manoir idéal en pierre des Cotswolds du XVIe siècle » .
L'intérieur a une ancienne grande salle ouverte, mais celle-ci a maintenant un plafond installé, avec une galerie de ménestrels modifiée. Celle-ci est du XVIe siècle tout comme la cheminée de style Renaissance et les boiseries et cheminée gothique de la salle à manger . D'autres caractéristiques notables de la maison sont les deux salles de tapisserie Cromwell's et Ireton's Room; les vitraux de la Grande Salle ; la salle du chêne qui a des boiseries élaborées de 1590. De plus, il y a une aile édouardienne, avec une salle de bal au sol suspendu .
Près de la maison se trouve la chapelle familiale qui est incluse dans la liste Grade I. Elle possède une tour, construite comme une folie au XVIIe siècle, à deux étages, des contreforts diagonaux à gradins et un parapet à crénelages. Le tissu principal de la chapelle est du XVIIIe siècle et il y a un lien couvert avec la maison .

## Chavenage comme lieu de tournage
Chavenage est utilisé dans des films et pour des programmes télévisés, notamment Barry Lyndon, The Ghost of Greville Lodge, le premier conte d'Hercule Poirot , The Mysterious Affair chez Styles ; un « Gotcha » pour Noel's House Party, The Barchester Chronicles ; Place de Berkeley ; Cidre avec Rosie ; Grâce &amp; Faveur ; La Maison Eliott ; Victime et Dracula. À partir de 2008, la maison est présentée sous le nom de Candleford Manor dans Lark Rise to Candleford de la BBC. Des scènes de Bonekickers, Tess of the D'Urberville, avec Eddie Redmayne et In Love with Barbara sont tournées à Chavenage en 2008.
Elle a récemment servi pour The Four Seasons de Rosamunde Pilcher , Nightwatch de la BBC et la série Sparticles de la CBBC. Deux productions sont tournées à Chavenage en 2013, The Unknown Heart, sur une idée de Rosamunde Pilcher ainsi que le drame historique New Worlds (Channel 4), avec Jamie Dornan. Chavenage est Trenwith House dans la nouvelle adaptation de Poldark de Winston Graham (série télévisée 2015), avec Aidan Turner ,.

## Sources
- David Verey et Alan Brooks, Gloucestershire: The Cotswolds, Harmondsworth, UK, Penguin Books, coll. « The Buildings of England », 2000 (ISBN 0-14-071098 1)